# Saint-Léon, Gironde
Saint-Léon là một xã trong tỉnh Gironde, thuộc vùng Nouvelle-Aquitaine của nước Pháp, có dân số là 242 người (thời điểm 1999). Xã nằm trong vùng đô thị của thành phố Bordeaux. Trong khi Saint-Léon trong năm 1962 chỉ có 181 dân cư thì năm 1999 dân số đã là 242 người. Saint-Léon nằm trong vùng Entre-Deux-Mers.

## Nhân khẩu học
| 1962 | 1968 | 1975 | 1982 | 1990 | 1999 |
| ---- | ---- | ---- | ---- | ---- | ---- |
| 181  | 197  | 174  | 198  | 195  | 242  |